# TuS Dornberg
Turn- und Sportverein Dornberg 02 e.V. é uma agremiação esportiva alemã, fundada em 1902, sediada em Bielefeld, na Renânia do Norte-Vestfália.
Além do futebol, possui departamentos de ginástica, vôlei e badminton.

## História
O TuS avançou para a Bezirksliga, em 1975, e na temporada seguinte chegou à Landesliga Westfalen (IV). Conquistou resultados medianos, sendo a sua melhor colocação um nono lugar em 1979-1980. No entanto, dois rebaixamentos sucessivos fizeram com que retornasse à A Klasse em 1982. 
A equipe retornou à Bezirksliga por uma única temporada, em 1994-1995, antes que os problemas financeiros o levassem à Kreisliga C-Klasse , o nível mais baixo no estado.
A sorte, contudo, começou a mudar em 1999 a partir do apoio de um grupo de patrocinadores liderados pelo apresentador Hans-Hermann Gockel. O TuS ganhou cinco promoções consecutivas e, em 2004, subiu para a Westfalen Verbandsliga (V). Uma grande parte do crédito para o sucesso da equipe deveu-se ao atacante Tony Agyemang que marcou 150 gols ao longo das cinco temporadas.
O salto para a quinta divisão, no entanto, foi demais para o clube, que imediatamente caiu de volta para a Landesliga (VI). O time não foi capaz de projetar um retorno à Verbandsliga na temporada seguinte, terminando em segundo lugar, cinco pontos atrás do campeão SC Wiedenbrück 2000. Depois de um resultado mediano em 2007-2008, o Dornberg ganhou a promoção para o que havia se tornado a Westfalenliga (VI), o segundo maior nível no estado. Ganhou finalmente o título em 2011 e avançou para a NRW-Liga (V).

## Títulos
- Bezirksliga (VII) Campeão: 2002-2003;
- Landesliga (VI) Campeão: 2003-2004, 2007-2008;
- Westfalenliga (VI) Campeão: 2010-2011;